# Spinnin': 6000 millones de personas diferentes
Spinnin': 6.000 millones de personas diferentes es una película española dirigida y con guion de Eusebio Pastrana que se estrenó el 21 de noviembre de 2008. 

## Argumento
Gárate y Omar son una pareja gay que vive en el Madrid de 1995. Omar quiere ser padre pero Gárate no está tan seguro porque dice que todavía es un niño y los niños no son padres, pero en realidad le asusta la paternidad por la difícil relación que ha tenido con su propio padre, con el que sólo tiene en común ser forofo del Atlético de Madrid y el amor por su fallecida madre. 
Omar baraja dos posibilidades para ser padre, una pareja de lesbianas amiga suya que quieren ser madres y su mejor amiga con la que hizo un pacto hace tiempo. Pero ambas opciones se ven frustradas, la primera porque la pareja de lesbianas decide que no quiere compartir su maternidad con una tercera persona, y la segunda porque la amiga de Omar vive muy lejos éste no quiere ser padre a distancia. Al final conocen a Kela, una mujer embarazada y seropositiva cuya pareja acaba de morir por el sida, y deciden que uno de ellos se case con ella para así ser padres de su hijo. 
El bebé nace el día que el Atlético gana la liga del triplete y le ponen de nombre Fernando Torres. Tras el nacimiento Kela se suicida y la pareja de hombres tiene que criar al niño en solitario.
A través de esta trama y con Gárate como hilo conductor, conocemos las historias de otros personajes que habitan en su mundo del madrileño barrio de Chueca: el amigo que intenta hacer un documental; el quiosquero que tiene que replantearse su vida; la niña, defendida como abogado por Omar, que tiene que dejar a la familia que conoce en busca de otra más 'normal' tras morir una de sus madres lesbianas o la de Kela que iba buscando una pareja por la calle. Con todos ellos aprenderemos que son malos tiempos para los superhéroes, que el amor tiene aristas y sus heridas son las que nos mantienen vivos; o que todos somos diferentes, y para poder vivir con eso, tenemos que tratar a todo el mundo por igual.

## Reparto
- Alejandro Tous: Gárate
- Olav Fernández: Omar
- Zoraida Kroley: Kela
- Agustín Ruiz: García
- Eduardo Velasco: Useless
- Rubén Escámez: Skai-Walker
- Arantxa Valdivia: Jana
- Carolina Touceda: Luna
- Mario Martín: Zamora
- Charo Soria: Sara

## Premios
- Mejor Largometraje de Ficción en el Festival ´II FESTIVAL IDEM - Festival Internacional de Cine Gay Lésbico de Andalucía. CÓRDOBA (del 24 marzo al 1 de abril de 2008)
- Premio al Mejor actor para Alejandro Tous del ´II FESTIVAL IDEM - Festival Internacional de Cine Gay Lésbico de Andalucía. CÓRDOBA (del 24 marzo al 1 de abril de 2008)

- Festival Internacional de Cine LGBT de Barcelona (2007)
  - Mejor largometraje

- Festival Internacional de Cine LGBT de Madrid LesGaiCinemad (2007) 
  - Premio del público al mejor largometraje
  - Premio del jurado al mejor actor a Alejandro Tous
  - Premio del Público a la mejor Obra Española

- Festival Internacional de Cine LGBT de Andalucía aLandaLesGai (2007)
  - Premio del público al mejor largometraje

- Festival Internacional de Cine LGBT de Bilbao ZINEGOAK (2008)
  - Favorita del Público

- SAN DIEGO LATINO FILM FESTIVAL (2008)
  - Mención Especial Honorífica del Jurado

- Festival IDEM de Córdoba (2008)
  - Mejor Largometraje
  - Mejor Actor (Alejandro Tous)